# Бурла Михайло Порфірович
Михайло Порфірович Бурла (22 листопада 1957 , Чудей, Сторожинецький район, Чернівецька область ) — державний та політичний діяч невизнаної Придністровської Молдавської Республіки. Голова Верховної Ради ПМР (з 13 червня 2012 по 23 грудня 2015 року). Голова Центральної ради партії «Оновлення».

## Біографія
У 1974 р. вступив на географічний факультет Тираспольського державного педагогічного інституту ім. Т. Г. Шевченка, який закінчив з відзнакою в 1979 р.
З 02.01.1986 р. по 30.11.2003 р. працював на кафедрі економічної географії та регіональної економіки Тираспольського педінституту.
З 2004 р. по 2005 р. — член акредитаційної колегії при Міністерстві освіти ПМР.
З 1 грудня 2003 призначений на посаду заступника Міністра економіки ПМР.
У 2005 році обраний депутатом Верховної Ради ПМР. З 22 липня 2009 р. — заступник Голови Верховної Ради ПМР. 13 червня 2012 року обраний Головою Верховної Ради ПМР

## Особисте життя
Одружений. Виховує двох доньок.

## Нагороди
- Грамота Президента Придністровської Молдавської Республіки
- Орден «Трудова слава»